# 721 v. Chr.
Portal Geschichte | Portal Biografien | Aktuelle Ereignisse | Jahreskalender | Tagesartikel

◄ |
9. Jahrhundert v. Chr. |
8. Jahrhundert v. Chr. |
7. Jahrhundert v. Chr. |
►

◄ | 740er v. Chr. | 730er v. Chr. | 720er v. Chr. | 710er v. Chr. |
700er v. Chr. |
►

◄◄ | ◄ | 724 v. Chr. | 723 v. Chr. | 722 v. Chr. | 721 v. Chr. |
720 v. Chr. |
719 v. Chr. |
718 v. Chr. |
► |
►►

## Ereignisse

### Politik
- In seinem 5. Regierungsjahr (722 bis 721 v. Chr.) stirbt der assyrische König Salmanassar V. Anfang des Monats Tebetu (Januar).
- Akzessionsjahr des assyrischen Königs Šarru-kīn II., der am 11. Januar[1] (12. Tebetu: 10.–11. Januar[1]) den Thron besteigt.
- Marduk-apla-iddina II. nutzt die Zeit nach dem Tod von Salmanassar V., um sich als neuer babylonischer König mit Beginn des Monats Nisannu des Throns zu bemächtigen.

### Wissenschaft und Technik
- 1. Regierungsjahr des assyrischen Königs Sargon II. und des babylonischen Königs Marduk-apla-iddina II. (721 bis 720 v. Chr.): Im babylonischen Kalender fällt das babylonische Neujahr des 1. Nisannu auf den 27.–28. März[1]; der Vollmond im Nisannu auf den 10.–11. April[1] und der 1. Tašritu auf den 21.–22. September[1].[2]